# Надсмольна вода
Надсмольна вода (надсмольна аміачна вода) — водна частина конденсату, який утворюється при охолодженні прямого коксового газу. Надсмольна вода — прозора рідина, бурувато-зеленого кольору, з характерним запахом. Переробкою надсмольної води добувають аміак, феноли, її використовують для гасіння коксу.

## Переробка надсмольної води
Переробка надсмольної води включає такі технологічні операції:
- відгонка з надсмольної води леткого аміаку в випарній колоні;
- знефеноллювання води паровим методом;
- розкладання солей зв'язаного аміаку в реакторі розчином гашеного вапна;
- відгонка зв'язаного аміаку в пріколонкі тарілчаста типу.